# 古巴尔干语族
古巴尔干语族是印欧语系下一个已经灭绝的分支，包含了古代巴尔干地区使用的各种语言，除了古希腊语以及少数弗里吉亚语和梅萨比语资料以外，古巴尔干语族相关语言的资料十分稀少，导致相关研究受到影响。其他相关语言还有阿尔巴尼亚语、色雷斯语和古马其顿语。
受到希腊化、罗马化和斯拉夫化的影响，古巴尔干语言到现代仅存的孑遗是希腊语和阿尔巴尼亚语，后者来自伊利里亚语、色雷斯语、达契亚语或其他相关语言。

## 系属分类
- 原始印欧语
  - 古巴尔干语言联盟[4]
    - 未分类
      - 伊利里亚语[5]

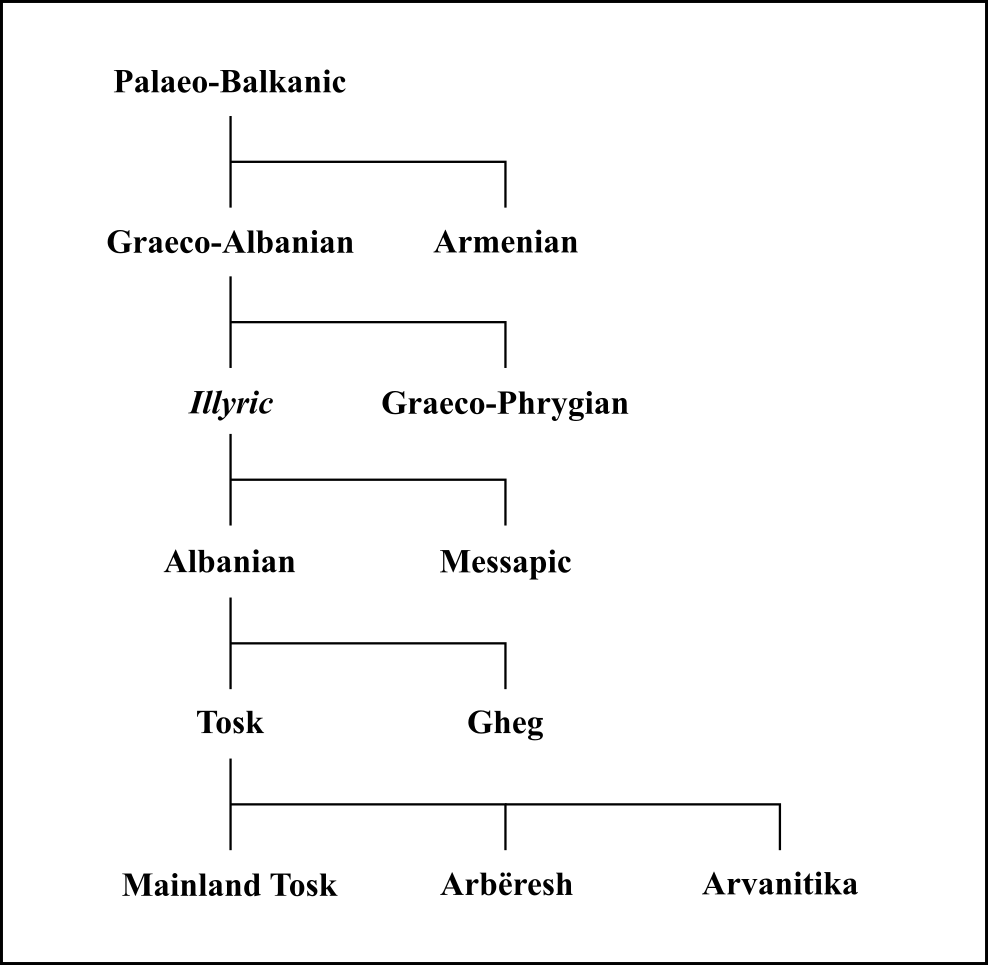
阿尔巴尼亚语在古巴尔干语族内的位置，基于Brian D. Joseph & Adam Hyllested (2022).

        - 规范伊利里亚语（或东南达尔马提亚语）[5][6]
        - 中达尔马提亚（或达尔马提亚-潘诺尼亚）[5][6]
        - (?) 利布尔尼亚语[5][6]

      - 梅萨比语[7]
      - (?) 达契亚-色雷斯语[8]
        - 色雷斯语
        - (?) 达契亚-默埃西亚语[9][10]
          - 达契亚语、默埃西亚语、盖塔语[11]

      - (?) 密细亚语
      - 培奥尼亚语
      - 原始阿尔巴尼亚语[12][13][14][15]（是伊利里亚语一部分，还是属于达契亚-色雷斯语支，还是来自另一种未分类的古巴尔干语言，仍有争议）[16]

    - (?) 希腊-弗里吉亚语[17]
      - 希腊语族[18]
        - (?) 古马其顿语[19][20][21]
        - 原始希腊语
          - 古希腊语（特别是北部方言）[4]

      - (?) 弗里吉亚语 / 亚美尼亚-弗里吉亚语（弗里吉亚语和原始亚美尼亚语的共同祖先）[22]

### 细分假说
伊利里亚语是一组据说是印欧语的语言，其与其他印欧语、与古巴尔干语（其中许多可能是伊利里亚语的分支）的关系知之甚少，目前仍在研究中。伊利里亚语一般认为是颚音语，但也有咝音的证据。现在伊利里亚语语料的主要信源有传世文献中的大量词汇、民族称呼、人名、地名、水名等。
将伊利里亚语和梅萨比语划到一起的假说已经提出了有一个世纪，仍未被证实。这基于文献、考古和专名现象的考虑。梅萨比语物质文化与伊利里亚语有许多相似之处；有些梅萨比语人名与伊利里亚语很相似。
将伊利里亚语和利布尔尼亚语、威尼托语划到一起的假说现在已经不流行，它们可能有较大差别。
将伊利里亚语和达契亚语、色雷斯语划在一起，构成色雷斯-伊利里亚语的假说与以密细亚语代替伊利里亚语位置的达契亚-色雷斯语假说存在竞争。色雷斯语本身的系属分类存在很大争议。
培奥尼亚语的分类地位不明。有人认为培奥尼亚语就是一种伊利里亚语或色雷斯语。弗里吉亚语则一般认为很接近希腊语。
古马其顿语的分类及其与希腊语的关系也不确定。有文献称古马其顿语是一种多利亚希腊语，不过也有可能它们只是形成了语言联盟。

### 阿尔巴尼亚语
现在一般认为阿尔巴尼亚语不来自于希腊语，历史与地理证据表明其可能是伊利里亚语，在古典时代基本上分布在同一片地区。也有假说认为，其来自色雷斯语或达契亚-默埃西亚语。但关于这些语言，现在所知还太少，不足以证明或证伪这些假说。

## 资料
- Blažek, Václav.  (PDF).  10. Brno: Masarykova univerzita: 15–33. 2005  [2023-10-04]. ISBN 80-210-3784-9. （原始内容存档 (PDF)于2019-05-09）.
- Brixhe, Claude. . Klein, Jared; Joseph, Brian; Fritz, Matthias  (编).  3. Walter de Gruyter. 2017  [2023-10-04]. ISBN 978-3-11-054243-1. （原始内容存档于2023-04-23） （英语）.
- Crossland, R.A.; Boardman, John. . Cambridge University Press. 1982. ISBN 978-0-521-22496-3.
- De Simone, Carlo. . Klein, Jared; Joseph, Brian; Fritz, Matthias  (编).  3. Walter de Gruyter. 2017  [2023-10-04]. ISBN 978-3-11-054243-1. （原始内容存档于2023-01-22） （英语）.
- Fortson IV, Benjamin W.  2nd. Blackwell Publishing. 2011  [2023-10-04]. ISBN 978-1-4443-5968-8. （原始内容存档于2023-04-23）.
- Hamp, Eric P. . Henrik Birnbaum; Jaan Puhvel  (编). . 1963  [2023-10-04]. （原始内容存档于2019-07-13）.
- Harmatta, János. . Acta Antiqua Academiae Scientiarum Hungaricae. 1967, 15: 231–234.
- Katicic, Radoslav. . Walter de Gruyter. 2012. ISBN 978-3111568874.
- Krahe, Hans. . Heidelberg. 1929.
- Krahe, Hans. . Sitzungsberichte der Heidelberger Akademie der Wissenschaften, Philosophisch-Historische Klasse. 1950, 3: 1–37.
- Mallory, J. P.; Adams, Douglas Q. . Taylor & Francis. 1997. ISBN 978-1-884964-98-5.
- Matzinger, Joachim. . Idomeneo (University of Salento). 2015, 19: 57–66  [2023-10-04]. ISSN 2038-0313. doi:10.1285/i20380313v19p57. （原始内容存档于2023-08-24）.
- Matzinger, Joachim. . Klein, Jared; Joseph, Brian; Fritz, Matthias  (编).  3. Walter de Gruyter. 2017  [2023-10-04]. ISBN 978-3-11-054243-1. （原始内容存档于2023-01-22） （英语）.
- Polomé, Edgar Charles. .  III.1. 1982: 866–888.
- Rusakov, Alexander. . Kapović, Mate; Giacalone Ramat, Anna; Ramat, Paolo  (编). . Routledge. 2017: 552–602. ISBN 9781317391531.
- Tovar, Antonio. . Winter. 1977. ISBN 3-533-02586-1.
- Villar, Francisco. . Madrid: Gredos. 1996: 316. ISBN 84-249-1787-1 （西班牙语）.
- Wilkes, J. J., , Oxford, United Kingdom: Blackwell Publishing, 1995  [2023-10-04], ISBN 0-631-19807-5, （原始内容存档于2023-03-19）

## 阅读更多
- Grbić, Dragana. "Greek, Latin and Palaeo-Balkan Languages in Contact （页面存档备份，存于）". In: Rhesis International Journal of Linguistics, Philology and Literature Linguistics and Philology 7.1. Atti del Workshop Internazionale “Contact Phenomena Between Greek and Latin and Peripheral Languages in the Mediterranean Area (1200 B.C. – 600 A.D.)” Associazione Culturale Rodopis – Università degli Studi di Cagliari, Dipartimento di Filologia Letteratura e Linguistica, 13–14 aprile 2015, 2016, 7.1, pp. 56–65.